# Arbråmasten

Arbråmasten är en 334 meter hög stagad fackverksmast uppe på Kyrkberget som används för att sända FM-radio och markbundna TV-sändningar nära Arbrå norr om Bollnäs i Hälsingland.